# 아이패드 프로 (2세대)
아이패드 프로(iPad Pro)는 애플에서 개발 및 생산한 태블릿 PC이다. A10X 퓨전 프로세서의 탑재가 확정되었으며 저장용량은 64 GB(GiB) 512 GB(GiB)로 알려졌다. 기존의 9.7" 모델은 10.5" 모델로 업그레이드 되었으며 12.9" 모델의 디스플레이 크기는 변하지 않았다. 이 발표와 함께 9.7" 및 12.9인치 1세대 아이패드 프로 모델들은 모두 단종되었다.

## 기능
2세대 아이패드 프로는 2017년 6월 5일에 열린 WWDC(애플 세계 개발자 회의) 2017에서 iOS 11과 함께 처음 공개되었다. 2세대 아이패드 프로 모델들은 10.5인치, 12.9인치 디스플레이를 채용했으며 헥사코어 A10X 퓨전 프로세서와 12코어 GPU를 탑재했다. 애플의 프로-모션(Pro Motion)기술이 처음 탑재되어 HDR10 및 돌비 비전 콘텐츠를 120 Hz 주사율으로 제공하였다. 성능이 개선된 True Tone 디스플레이는 기존 모델들 대비 50% 이상 밝다. 두 모델 모두 1200만 화소 후변 카메라 및 쿼드 LED True Tone 플래시를 사용하며 700만 화소의 전면 카메라 및 Retina 플래시를 사용한다. USB-C 포트와 동일한 수준의 연결 속도를 제공하는 라이트닝 단자를 사용했으며, USB-C 고속충전을 지원한다. 2세대 아이패드 프로 모델들은 최대 512GB의 저장용량을 지원한다.

## 평가
TrustedReviews의 Max Parker와 TechRadar의 Gareth Beavis는 모두 10.5인치 모델의 높은 오디오 품질과 성능을 칭찬했으나 높은 가격대를 지적했다.
더 버지의 Lauren Goode는 12.9인치 모델을 리뷰하면서 높은 품질의 카메라, A10X 프로세서, 넓은 화면을 칭찬했으나 역시 가격대를 지적했다.

## 모델 연표
Macworld에 의하면, 애플 제품들은 1 GB = 1GiB (10억 바이트)라는 계산을 적용한다고 한다. 즉슨, 16, 32, 64, 128 GB 저장용량을 가진 모델들은 각각 14.9, 29.8, 59,6, 119,2 GiB의 저장용량을 보유한다는 뜻이다. 하지만 기본 앱과 OS가 일부 저장용량을 차지하므로 사용자가 실제 사용 가능한 용량은 더 감소한 14.9, 29.8, 59.6, 119.2 GiB가 된다.

## 같이 보기
- 아이패드
- 아이패드 프로 (3세대)